# اس‌ام یوسی-۵۹
اس‌ام یوسی-۵۹ (به انگلیسی: SM UC-59) یک زیردریایی بود که طول آن ۱۶۵ فوت ۹ اینچ (۵۰٫۵۲ متر) بود. این زیردریایی در سال ۱۹۱۶ ساخته شد.